# Saqueo de Camarina
El saqueo de Camarina tuvo lugar en la primavera de 405 a. C. en Sicilia. Hermócrates había saqueado las posesiones cartaginesas de Selinunte en Sicilia después de 408 a. C., y en respuesta Cartago envió un ejército a Sicilia bajo Aníbal Magón y Himilcón II de la familia Magónida que confrontaron  a la coalición de griegos sicilianos, bajo la dirección de Siracusa. Los griegos se vieron obligados a abandonar Acragante en el invierno de 406 a. C.,  después de un asedio de ocho meses. Aníbal Magón había perecido en Acragante por la peste durante el asedio, los cartagineses saquearon Acragante y pasaron el invierno allí, atacaron Gela, en la primavera de 405 a. C. Dionisio I se había convertido en comandante supremo de Siracusa para ese tiempo, pero su ejército fue derrotado en Gela. A pesar de que las bajas griegas eran ligeras, Dionisio evacuó la ciudad, que los cartagineses saquearon al día siguiente. El ejército griego volvió a fallar de nuevo a Camarina después de una larga marcha forzada con los refugiados gelanos el día después del saqueo de Gela. Dionisio ordenó a los ciudadanos de Camarina que abandonaran su ciudad en vez de organizar una defensa. Mientras se retiraba a Siracusa, parte del ejército griego se rebeló y ocupó Siracusa, Dionisio, más adelante logró recuperarla. Los cartagineses saquearon Camarina y acamparon delante de Siracusa en el verano, y después de un tiempo un tratado de paz fue firmado que señalaría el control cartaginés sobre Selinunte, Acragante, Gela y Camarina, a los griegos se les permitió instalarse en estas ciudades, mientras que Dionisio fue señalado como el gobernante de Siracusa. Cartago había alcanzado la cúspide de su control en Sicilia, ya que ella no volvería a obtenerla hasta la muerte de Agatocles en 289 a. C.